# Franck Guela
Franck Manga Did'dy Guela est un footballeur ivoirien né le 19 juin 1986 à Abidjan. 
Franck Guela a effectué un essai au FC Sochaux en septembre 2008 mais n'a pas été conservé. Laissé libre en juin 2009 par le club grec d'AEL Larissa, il rejoint l'Arminia Bielefeld le 31 août 2009.
En janvier 2012 il effectue un nouvel essai en France, au Stade lavallois, mais refuse la proposition du club mayennais.

## Carrière
- ASEC Mimosas  Côte d'Ivoire
- 2003-2004 : Mamelodi Sundowns  Afrique du Sud
- 2004-2005 : Anagennisi Karditsa  Grèce
- 2005-2006 : PAE Veria  Grèce
- 2006-2007 : AO Kerkyra  Grèce
- 2007-2008 : Dinamo Zagreb  Croatie
- 2008-2009 : AEL Larissa  Grèce
- 2009-2012 : Arminia Bielefeld  Allemagne
- 2012-fév. 2013 : Ludogorets Razgrad  Bulgarie
- depuis 2013 : Apollon Smyrnis  Grèce